# 日立ミュージックプレゼント 詩の灯
『日立ミュージックプレゼント 詩の灯』（ひたちミュージックプレゼント うたのともしび）は、1966年5月15日から同年10月2日まで日本テレビ系列局で放送されていた日本テレビ製作の音楽番組である。日立製作所の一社提供。放送時間は毎週日曜 21:00 - 21:30 （日本標準時）。

## 出演者

### 司会
- 石井好子

### 主な出演歌手
- 立川澄人（後の立川清登）
- 高英男
- 雪村いづみ
- 加茂さくら
- 坂本博士
- 日野てる子
- 田代美代子
- 芦野宏
- 梶光夫
- ほか